# Ronde van Frankrijk 2025/Vijftiende etappe
De vijftiende etappe van de Ronde van Frankrijk 2025 werd verreden op 20 juli. De Belgische kampioen Tim Wellens won na een lange solo, voor zijn landgenoot Victor Campenaerts en de Fransman Julian Alaphilippe.

## Parcours
De etappe startte in Muret. De tussensprint lag na 59,8 kilometer in Saint-Félix-Lauragais. Onderweg waren er twee beklimmingen van tweede en één beklimming van de derde categorie. Na 169,3 kilometer lag de finish in Carcassonne.

## Koersverloop
Dit overzicht is mogelijk incompleet; u kunt helpen door het uit te breiden.

## Uitslag etappe
| Muret – Carcassonne (169,3 km) |                    |                         |          |
| Plaats                         | Naam               | Ploeg                   | Tijd     |
| Winnaar                        | Tim Wellens        | UAE Team Emirates-XRG   | 3u34'09" |
| 2                              | Victor Campenaerts | Visma \| Lease a Bike   | + 1'28"  |
| 3                              | Julian Alaphilippe | Tudor                   | + 1'36"  |
| 4                              | Wout van Aert      | Visma \| Lease a Bike   | z.t.     |
| 5                              | Axel Laurance      | INEOS Grenadiers        | z.t.     |
| 6                              | Aleksandr Vlasov   | Red Bull-BORA-hansgrohe | z.t.     |
| 7                              | Jasper Stuyven     | Lidl-Trek               | z.t.     |
| 8                              | Jordan Jegat       | TotalEnergies           | z.t.     |
| 9                              | Michael Valgren    | EF Education-EasyPost   | z.t.     |
| 10                             | Valentin Madouas   | Groupama-FDJ            | z.t.     |
|                                |                    |                         |          |
| 13                             | Pascal Eenkhoorn   | Soudal Quick-Step       | z.t.     |

 –  Michael Storer was de strijdlustigste renner van de etappe.

## Klassementen

### Algemeen klassement
| Gele trui |                    |                            |            |
| Plaats    | Naam               | Ploeg                      | Tijd       |
| Gele trui | Tadej Pogačar      | UAE Team Emirates-XRG      | 54u20'44"  |
| 2         | Jonas Vingegaard   | Visma \| Lease a Bike      | + 4'13"    |
| 3         | Florian Lipowitz   | Red Bull-BORA-hansgrohe    | + 7'53"    |
| 4         | Oscar Onley        | Picnic PostNL              | + 9'18"    |
| 5         | Kévin Vauquelin    | Arkéa-B&B Hotels           | + 10'21"   |
| 6         | Primož Roglič      | Red Bull-BORA-hansgrohe    | + 10'34"   |
| 7         | Felix Gall         | Decathlon AG2R La Mondiale | + 12'00"   |
| 8         | Tobias Johannessen | Uno-X Mobility             | + 12'33"   |
| 9         | Carlos Rodríguez   | INEOS Grenadiers           | + 18'26"   |
| 10        | Ben Healy          | EF Education-EasyPost      | + 18'41"   |
|           |                    |                            |            |
| 16        | Thymen Arensman    | INEOS Grenadiers           | + 42'56"   |
| 31        | Xandro Meurisse    | Alpecin-Deceuninck         | + 1u16'29" |

### Puntenklassement
| Groene trui |                      |                       |        |
| Plaats      | Naam                 | Ploeg                 | Punten |
| Groene trui | Jonathan Milan       | Lidl-Trek             | 251    |
| 2           | Tadej Pogačar        | UAE Team Emirates-XRG | 223    |
| 3           | Mathieu van der Poel | Alpecin-Deceuninck    | 210    |
| 4           | Biniam Girmay        | Intermarché-Wanty     | 169    |
| 5           | Tim Merlier          | Soudal Quick-Step     | 150    |
| 6           | Jonas Vingegaard     | Visma \| Lease a Bike | 135    |
| 7           | Anthony Turgis       | TotalEnergies         | 130    |
| 8           | Quinn Simmons        | Lidl-Trek             | 93     |
| 9           | Arnaud De Lie        | Lotto                 | 92     |
| 10          | Jonas Abrahamsen     | Uno-X Mobility        | 90     |

### Bergklassement
| Bolletjestrui |                        |                            |        |
| Plaats        | Naam                   | Ploeg                      | Punten |
| Bolletjestrui | Lenny Martinez         | Bahrain Victorious         | 60     |
| 2             | Tadej Pogačar          | UAE Team Emirates-XRG      | 52     |
| 3             | Thymen Arensman        | INEOS Grenadiers           | 48     |
| 4             | Jonas Vingegaard       | Visma \| Lease a Bike      | 39     |
| 5             | Michael Woods          | Israel-Premier Tech        | 38     |
| 6             | Florian Lipowitz       | Red Bull-BORA-hansgrohe    | 24     |
| 7             | Ben Healy              | EF Education-EasyPost      | 20     |
| 8             | Michael Storer         | Tudor                      | 19     |
| 9             | Valentin Paret-Peintre | Soudal Quick-Step          | 16     |
| 10            | Bruno Armirail         | Decathlon AG2R La Mondiale | 15     |
|               |                        |                            |        |
| 15            | Tim Wellens            | UAE Team Emirates-XRG      | 10     |

### Jongerenklassement
| Witte trui |                     |                         |            |
| Plaats     | Naam                | Ploeg                   | Tijd       |
| Witte trui | Florian Lipowitz    | Red Bull-BORA-hansgrohe | 54u28'37"  |
| 2          | Oscar Onley         | Picnic PostNL           | + 1'25"    |
| 3          | Kévin Vauquelin     | Arkéa-B&B Hotels        | + 2'28"    |
| 4          | Carlos Rodríguez    | INEOS Grenadiers        | + 10'33"   |
| 5          | Ben Healy           | EF Education-EasyPost   | + 10'48"   |
| 6          | Romain Grégoire     | Groupama-FDJ            | + 1u03'29" |
| 7          | Ilan Van Wilder     | Soudal Quick-Step       | + 1u18'03" |
| 8          | Raúl García Pierna  | Arkéa-B&B Hotels        | + 1u21'03" |
| 9          | Joseph Blackmore    | Israel-Premier Tech     | + 1u21'52" |
| 10         | Quinn Simmons       | Lidl-Trek               | + 1u34'21" |
|            |                     |                         |            |
| 12         | Frank van den Broek | Picnic PostNL           | + 1u42'05" |

### Ploegenklassement
| Plaats | Ploeg                           | Tijd       |
| ------ | ------------------------------- | ---------- |
|        | Team Visma \| Lease a Bike      | 163u35'17" |
| 2      | UAE Team Emirates-XRG           | + 16'51"   |
| 3      | Red Bull-BORA-hansgrohe         | + 50'38"   |
| 4      | Decathlon AG2R La Mondiale Team | + 52'38"   |
| 5      | Arkéa-B&B Hotels                | + 52'39"   |

## Uitvaller
Niet gestart
- Lennert Van Eetvelt (Lotto): Van Eeltvelt ging niet van start vanwege blessures opgelopen na een val in de tweede etappe.[2]

1e etappe ·
2e etappe ·
3e etappe ·
4e etappe ·
5e etappe ·
6e etappe ·
7e etappe ·
8e etappe ·
9e etappe ·
10e etappe ·
11e etappe ·

12e etappe ·
13e etappe ·
14e etappe ·
15e etappe ·
16e etappe ·
17e etappe ·
18e etappe ·
19e etappe ·
20e etappe ·
21e etappe
Startlijst · Eindstanden · Afbeeldingen